# Katissa simplicipalpis
Katissa simplicipalpis är en spindelart som först beskrevs av Simon 1897.  Katissa simplicipalpis ingår i släktet Katissa och familjen spökspindlar. Inga underarter finns listade i Catalogue of Life.